# Гайко Вестерманн
Гайко Вестерманн (нім. Heiko Westermann, нар. 14 серпня 1983, Альценау, Західна Німеччина) — німецький футболіст, захисник амстердамського «Аякса», а також національної збірної Німеччини.

## Титули і досягнення
- Віце-чемпіон Європи: 2008